# Acacia helicophylla
Acacia helicophylla är en ärtväxtart som beskrevs av Leslie Pedley. Acacia helicophylla ingår i släktet akacior, och familjen ärtväxter. Inga underarter finns listade i Catalogue of Life.